# Lanci del Delta IV
Il Delta IV, facente parte della famiglia di razzi Delta, era stato originariamente progettato dalla divisione Defense, Space and Security della Boeing nell'ambito del programma Evolved Expendable Launch Vehicle (EELV). Il Delta IV veniva principalmente impiegato per carichi militari dell'aeronautica statunitense. Il lanciatore era disponibile in due versioni, Medium e Heavy.
L’ultimo volo si è svolto il 9 aprile 2024.
In 45 lanci, il primo dei quali ebbe luogo il 20 novembre 2002, il lanciatore ha avuto un solo fallimento parziale nel 2004, dovuto ad un problema al Common Booster Core che ha causato la riduzione dell'altezza orbitale.

## Lanci del Delta IV
| Volo N° | Data di lancio (UTC) | Sito di lancio | Velivolo      | Carico utile           | Orbita     | Cliente                 | Massa del carico utile | Esito missione      |
| ------- | --- | -------------- | ------------- | ---------------------- | ---------- | ----------------------- | ---------------------- | ------------------- |
| D-293   | 20 novembre 2002 | CCAFS LC-37B   | Medium+ (4,2) | Eutelsat W5            | GTO        | Eutelsat                | 1400 kg                | Riuscito            |
| D-293   | Primo lancio di un Delta IV Medium+ (4,2) |                |               |                        |            |                         |                        |                     |
| D-296   | 11 marzo 2003 | CCAFS LC-37B   | Medium        | USA 167 DSCS-3 A3      | GTO        | United States Air Force | N.D.                   | Riuscito            |
| D-296   | Primo lancio del Delta IV Medium. Prima missione USAF con il programma EELV |                |               |                        |            |                         |                        |                     |
| D-301   | 29 agosto 2003 | CCAFS LC-37B   | Medium        | USA 170 DSCS-3 B6      | GTO        | United States Air Force | N.D.                   | Riuscito            |
| D-301   | Satellite militare per telecomunicazioni |                |               |                        |            |                         |                        |                     |
| D-310   | 21 dicembre 2004 | CCAFS LC-37B   | Heavy         | DemoSat/3CS 1/3CS 2    | GSO        | N.D.                    | 6020 kg                | Fallimento parziale |
| D-310   | Primo lancio del Delta IV Heavy. Il payload non ha raggiunto l'orbita corretta. |                |               |                        |            |                         |                        |                     |
| D-315   | 24 maggio 2006 | CCAFS LC-37B   | Medium+ (4,2) | GOES-N                 | GTO        | NASA/NOAA               | N.D.                   | Riuscito            |
| D-315   | Satellite meteorologico NOAA del programma Geostationary Operational Environmental Satellite (GOES). Primo lancio del Delta IV per la NASA                                                                         |                |               |                        |            |                         |                        |                     |
| D-317   | 27 giugno 2006 | VAFB SLC-6     | Medium+ (4,2) | NROL-22                | HEO        | NRO                     | N.D.                   | Riuscito            |
| D-317   | Primo lancio di un Delta IV da Vandenberg. |                |               |                        |            |                         |                        |                     |
| D-320   | 4 novembre 2006 | VAFB SLC-6     | Medium        | DMSP F17               | SSO polare | US DoD                  | N.D.                   | Riuscito            |
| D-320   | Primo lancio di un Delta IV verso LEO/SSO |                |               |                        |            |                         |                        |                     |
| D-329   | 11 novembre 2007 | CCAFS LC-37B   | Heavy         | DSP-23                 | GSO        | United States Air Force | 5250 kg                | Riuscito            |
| D-329   | Primo lancio di un Delta IV contratto da United Launch Alliance, per un satellite di allerta missilistica. Lancio ritardato a causa di danni causati alla piattaforma di lancio da una perdita di ossigeno liquido |                |               |                        |            |                         |                        |                     |
| D-337   | 18 gennaio 2009 | CCAFS LC-37B   | Heavy         | USA-202 (NROL-26)      | GSO        | NRO                     | N.D.                   | Riuscito            |
| D-337   | Satellite Orion per ELINT |                |               |                        |            |                         |                        |                     |
| D-342   | 27 giugno 2009 | CCAFS LC-37B   | Medium+ (4,2) | GOES-14                | GTO        | NASA/NOAA               | 3133 kg                | Riuscito            |
| D-342   | Satellite meteorologico NOAA del programma Geostationary Operational Environmental Satellite (GOES). |                |               |                        |            |                         |                        |                     |
| D-346   | 6 dicembre 2009 | CCAFS LC-37B   | Medium+ (5,4) | USA-211 (WGS-3)        | GTO        | United States Air Force | 5987 kg                | Riuscito            |
| D-346   | Primo lancio della versione Medium+ (5,4). Il payload è un satellite militare per le telecomunicazioni del sistema Wideband Global SATCOM.                                                                         |                |               |                        |            |                         |                        |                     |
| D-348   | 4 marzo 2010 | CCAFS LC-37B   | Medium+ (4,2) | GOES-15                | GTO        | NOAA                    | 3238 kg                | Riuscito            |
| D-348   | Satellite meteorologico NOAA del programma Geostationary Operational Environmental Satellite (GOES). Sostituisce il GOES-11                                                                                        |                |               |                        |            |                         |                        |                     |
| D-349   | 28 maggio 2010 | CCAFS LC-37B   | Medium+ (4,2) | USA-213 (GPS IIF SV-1) | MEO        | United States Air Force | 1630 kg                | Riuscito            |
| D-349   | Satellite di navigazione GPS |                |               |                        |            |                         |                        |                     |
| D-351   | 21 novembre 2010 | CCAFS LC-37B   | Heavy         | USA-223 (NROL-32)      | GEO        | NRO                     | N.D.                   | Riuscito            |
| D-351   | Satellite da ricognizione. |                |               |                        |            |                         |                        |                     |
| D-352   | 20 gennaio 2011 | VAFB SLC-6     | Heavy         | USA-224 (NROL-49)      | LEO        | NRO                     | 19600 kg               | Riuscito            |
| D-352   | Satellite da ricognizione. Primo lancio di un Delta IV Heavy dalla Vandenberg Air Force Base |                |               |                        |            |                         |                        |                     |
| D-353   | 11 marzo 2011 | CCAFS LC-37B   | Medium+ (4,2) | USA-227 (NROL-27)      | GTO        | NRO                     | 2335 kg                | Riuscito            |
| D-353   | Satellite militare per le telecomunicazioni. |                |               |                        |            |                         |                        |                     |
| D-355   | 16 luglio 2011 | CCAFS LC-37B   | Medium+ (4,2) | USA-232 (GPS IIF-2)    | MEO        | United States Air Force | 1630 kg                | Riuscito            |
| D-355   | Satellite di navigazione GPS |                |               |                        |            |                         |                        |                     |
| D-358   | 20 gennaio 2012 | CCAFS LC-37B   | Medium+ (5,4) | USA-233 (WGS-4)        | GTO        | United States Air Force | 5987 kg                | Riuscito            |
| D-358   | Satellite militare per le telecomunicazioni del sistema Wideband Global SATCOM. |                |               |                        |            |                         |                        |                     |
| D-359   | 3 aprile 2012 | CCAFS LC-37B   | Medium+ (5,2) | USA-234 (NROL-25)      | LEO        | NRO                     | N.D.                   | Riuscito            |
| D-359   | Primo lancio per un Delta IV Medium+ (5,2), il payload era un satellite da ricognizione. |                |               |                        |            |                         |                        |                     |
| D-360   | 29 giugno 2012 | CCAFS LC-37B   | Heavy         | USA-237 (NROL-15)      | GSO        | NRO                     | N.D.                   | Riuscito            |
| D-360   | Primo volo di un Delta IV Heavy con propulsori RS-68A. Il payload è un satellite da ricognizione ELINT. |                |               |                        |            |                         |                        |                     |
| D-361   | 4 ottobre 2012 | CCAFS LC-37B   | Medium+ (4,2) | USA-239 (GPS IIF-3)    | MEO        | United States Air Force | 1630 kg                | Riuscito            |
| D-361   | Satellite di navigazione GPS |                |               |                        |            |                         |                        |                     |
| D-362   | 25 maggio 2013 | CCAFS LC-37B   | Medium+ (5,4) | USA-243 (WGS-5)        | GTO        | United States Air Force | 5987 kg                | Riuscito            |
| D-362   | Satellite militare per le telecomunicazioni del sistema Wideband Global SATCOM. |                |               |                        |            |                         |                        |                     |
| D-363   | 8 agosto 2013 | CCAFS LC-37B   | Medium+ (5,4) | USA-244 (WGS-6)        | GTO        | United States Air Force | 5987 kg                | Riuscito            |
| D-363   | Satellite militare per le telecomunicazioni del sistema Wideband Global SATCOM. |                |               |                        |            |                         |                        |                     |
| D-364   | 28 agosto 2013 | VAFB SLC-6     | Heavy         | USA-245 (NROL-65)      | LEO        | NRO                     | N.D.                   | Riuscito            |
| D-364   | Il payload è un satellite da ricognizione ELINT. |                |               |                        |            |                         |                        |                     |
| D-365   | 21 febbraio 2014 | CCAFS LC-37B   | Medium+ (4,2) | USA-248 (GPS IIF-5)    | MEO        | United States Air Force | 1630 kg                | Riuscito            |
| D-365   | Satellite di navigazione GPS |                |               |                        |            |                         |                        |                     |
| D-366   | 17 maggio 2014 | CCAFS LC-37B   | Medium+ (4,2) | USA-251 (GPS IIF-6)    | MEO        | United States Air Force | 1630 kg                | Riuscito            |
| D-366   | Satellite di navigazione GPS |                |               |                        |            |                         |                        |                     |
| D-368   | 28 luglio 2014 | CCAFS LC-37B   | Medium+ (4,2) | USA-253/254/255        | GEO        | US DoD/AFRL             | N.D.                   | Riuscito            |
| D-368   | Satellite di sorveglianza/dimostratore tecnologico |                |               |                        |            |                         |                        |                     |
| D-369   | 5 dicembre 2014 | CCAFS LC-37B   | Heavy         | EFT-1                  | MEO        | NASA                    | 25848 kg               | Riuscito            |
| D-369   | Primo volo senza equipaggio del veicolo Orion |                |               |                        |            |                         |                        |                     |
| D-371   | 25 marzo 2015 | CCAFS LC-37B   | Medium+ (4,2) | USA-260 (GPS IIF-9)    | MEO        | United States Air Force | 1630 kg                | Riuscito            |
| D-371   | Satellite di navigazione GPS. Ultimo lancio con i propulsori RS-68. |                |               |                        |            |                         |                        |                     |
| D-372   | 24 luglio 2015 | CCAFS LC-37B   | Medium+ (5,4) | USA-263 (WGS-7)        | GTO        | US DoD                  | 5987 kg                | Riuscito            |
| D-372   | Satellite militare per le telecomunicazioni del sistema Wideband Global SATCOM. Secondo volo con i propulsori RS-68A.                                                                                              |                |               |                        |            |                         |                        |                     |
| D-373   | 10 febbraio 2016 | VAFB SLC-6     | Medium+ (5,2) | USA-267 (NROL-45)      | LEO        | NRO                     | N.D.                   | Riuscito            |
| D-373   | Satellite da ricognizione |                |               |                        |            |                         |                        |                     |
| D-374   | 11 giugno 2016 | CCAFS LC-37B   | Heavy         | USA-268 (NROL-37)      | GSO        | NRO                     | N.D.                   | Riuscito            |
| D-374   | Satellite da ricognizione |                |               |                        |            |                         |                        |                     |
| D-375   | 19 agosto 2016 | CCAFS LC-37B   | Medium+ (4,2) | USA-270/271            | GSO        | US DoD                  | N.D.                   | Riuscito            |
| D-375   | Satellite da ricognizione |                |               |                        |            |                         |                        |                     |
| D-376   | 7 dicembre 2016 | CCAFS LC-37B   | Medium+ (5,4) | USA-272 (WGS-8)        | GTO        | US DoD                  | 5987 kg                | Riuscito            |
| D-376   | Satellite militare per le telecomunicazioni del sistema Wideband Global SATCOM. |                |               |                        |            |                         |                        |                     |
| D-377   | 19 marzo 2017 | CCAFS LC-37B   | Medium+ (5,4) | USA-275 (WGS-9)        | GTO        | US DoD                  | 5987 kg                | Riuscito            |
| D-377   | Satellite militare per le telecomunicazioni del sistema Wideband Global SATCOM. |                |               |                        |            |                         |                        |                     |
| D-379   | 12 gennaio 2018 | VAFB SLC-6     | Medium+ (5,2) | USA-281 (NROL-47)      | LEO        | NRO                     | N.D.                   | Riuscito            |
| D-379   | Satellite da ricognizione. Ultimo lancio del Delta IV Medium+ (5,2) |                |               |                        |            |                         |                        |                     |
| D-380   | 12 agosto 2018 | CCAFS LC-37B   | Heavy         | Parker Solar Probe     | HCO        | NASA                    | 685 kg                 | Riuscito            |
| D-380   | Sonda spaziale per lo studio della corona solare. |                |               |                        |            |                         |                        |                     |
| D-382   | 19 gennaio 2019 | VAFB SLC-6     | Heavy         | USA-290 (NROL-71)      | LEO        | NRO                     | N.D.                   | Riuscito            |
| D-382   | |                |               |                        |            |                         |                        |                     |
| D-383   | 16 marzo 2019 | CCAFS LC-37B   | Medium+ (5,4) | USA-291 (WGS-10)       | GTO        | US DoD                  | 5987 kg                | Riuscito            |
| D-383   | Satellite militare per le telecomunicazioni del sistema Wideband Global SATCOM. |                |               |                        |            |                         |                        |                     |
| D-384   | 22 agosto 2019 | CCAFS LC-37B   | Medium+ (4,2) | USA-293 (GPS III-2)    | MEO        | United States Air Force | 3705 kg                | Riuscito            |
| D-384   | Satellite di navigazione GPS. Ultimo lancio del Delta IV Medium+(4,2) |                |               |                        |            |                         |                        |                     |
| D-385   | 11 gennaio 2020 | CCAFS LC-37B   | Heavy         | USA-311 (NROL-44)      | GSO        | NRO                     | N.D.                   | Riuscito            |
| D-385   | Satellite da ricognizione. |                |               |                        |            |                         |                        |                     |
| D-386   | 26 aprile 2021 | VAFB SLC-6     | Heavy         | USA-314 (NROL-82)      | LEO        | NRO                     | N.D.                   | Riuscito            |
| D-386   | Satellite da ricognizione. |                |               |                        |            |                         |                        |                     |
| D-387   | 24 settembre 2022 | VAFB SLC-6     | Heavy         | NROL-91                | LEO        | NRO                     | N.D.                   | Riuscito            |
| D-387   | Satellite da ricognizione. Ultimo lancio dalla base di Vandenberg. |                |               |                        |            |                         |                        |                     |
| D-388   | 22 giugno 2023 | CCAFS LC-37B   | Heavy         | NROL-68                | GEO        | NRO                     | N.D.                   | Riuscito            |
| D-388   | Satellite da ricognizione. |                |               |                        |            |                         |                        |                     |
| D-389   | 9 aprile 2024 | CCAFS LC-37B   | Heavy         | NROL-70                | GEO        | NRO                     | N.D.                   | Riuscito            |
| D-389   | Satellite da ricognizione. Ultimo volo della famiglia di lanciatori Delta. |                |               |                        |            |                         |                        |                     |

### Galleria d'immagini

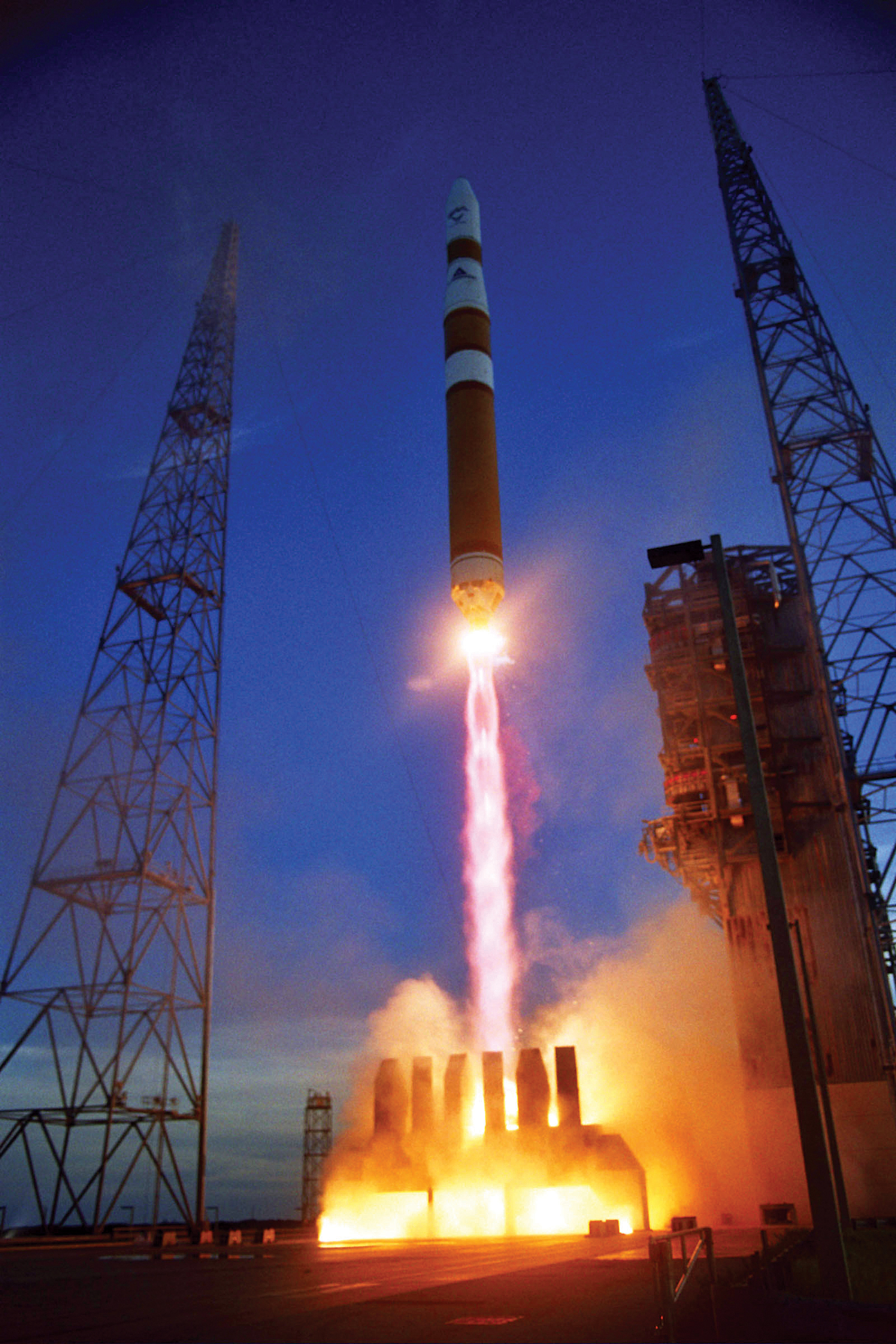
Il lancio di DSCS III-B6 su un Delta IV Medium
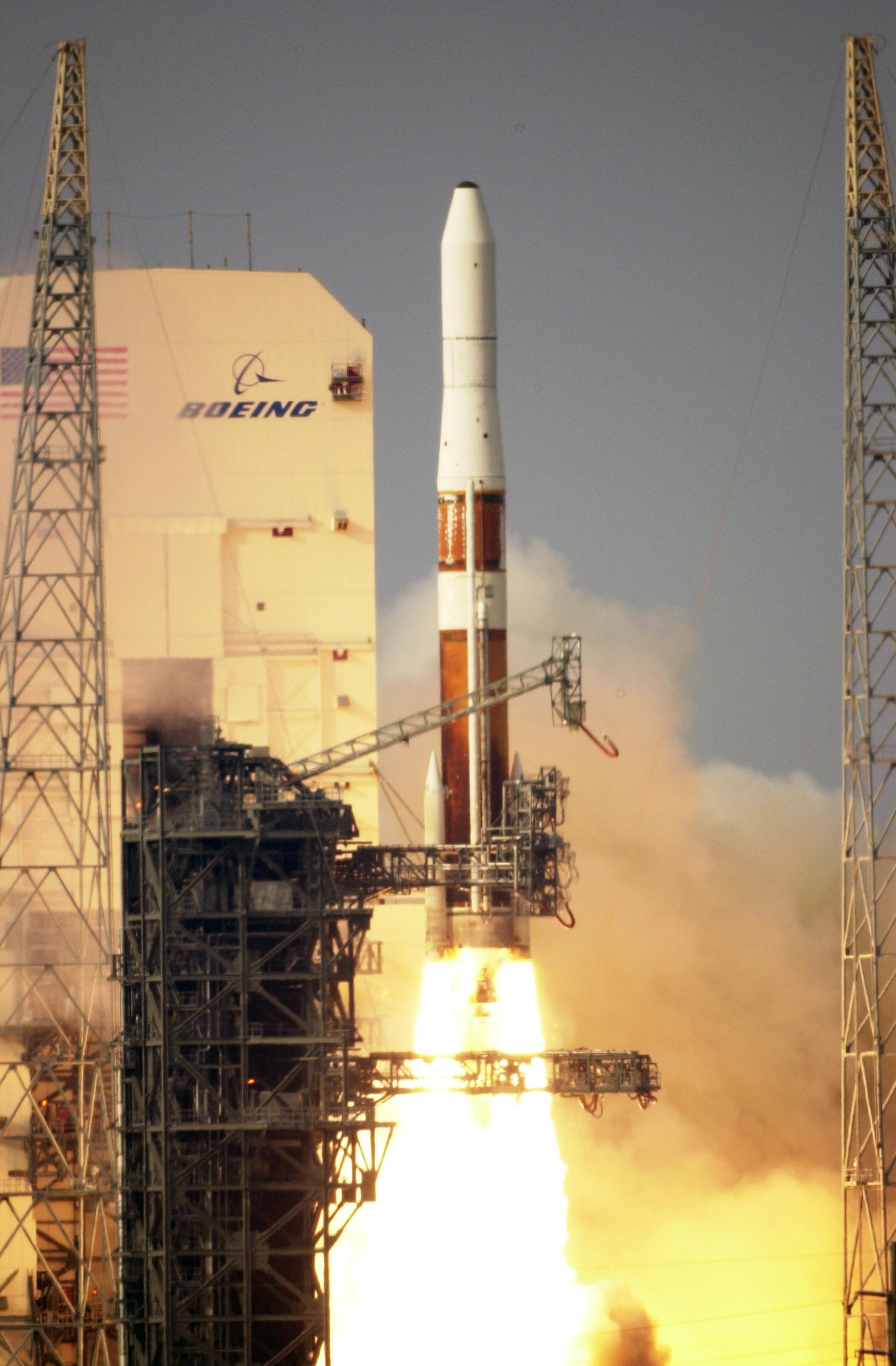
Il GOES-N viene lanciato da un Medium+ (4,2)
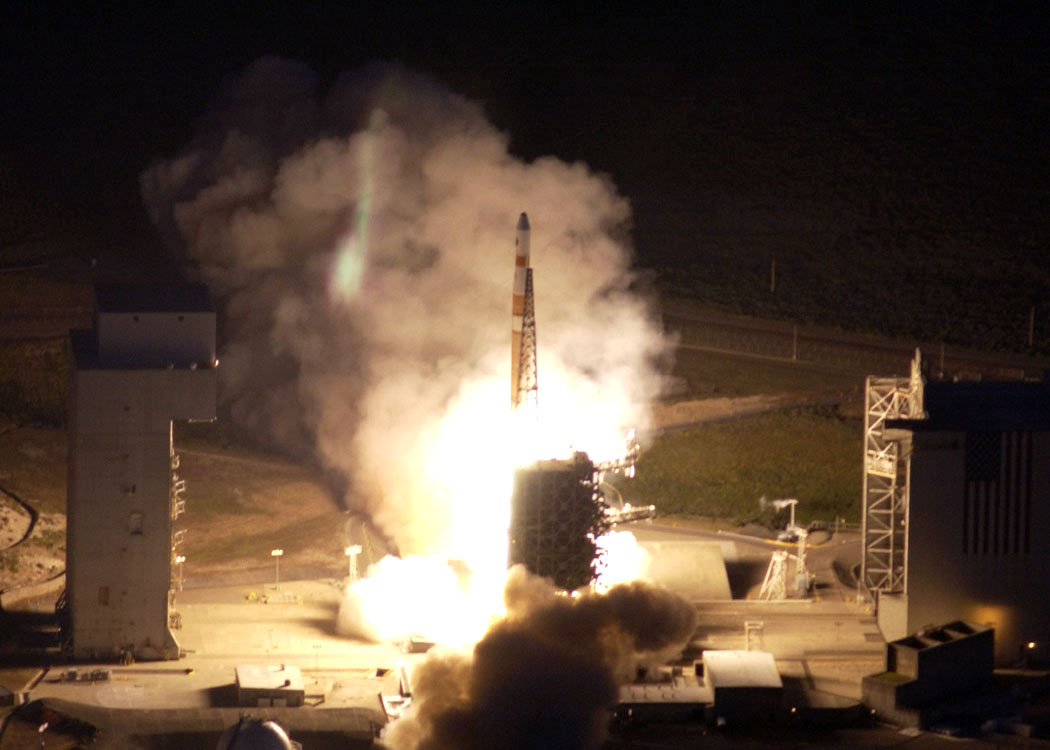
Il lancio del NROL-22 da SLC-6
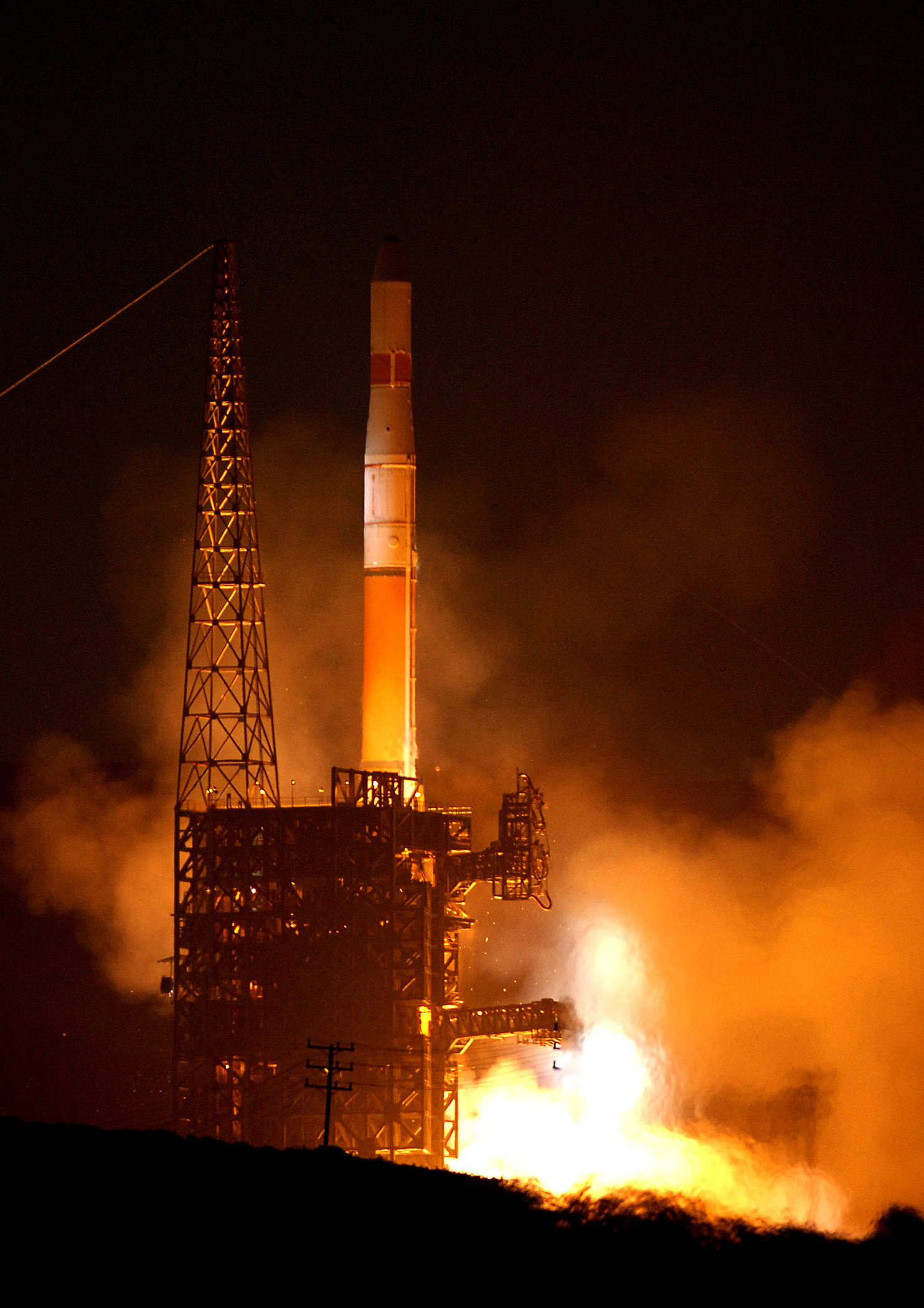
Il lancio di DMSP-17 su di un Delta IV Medium
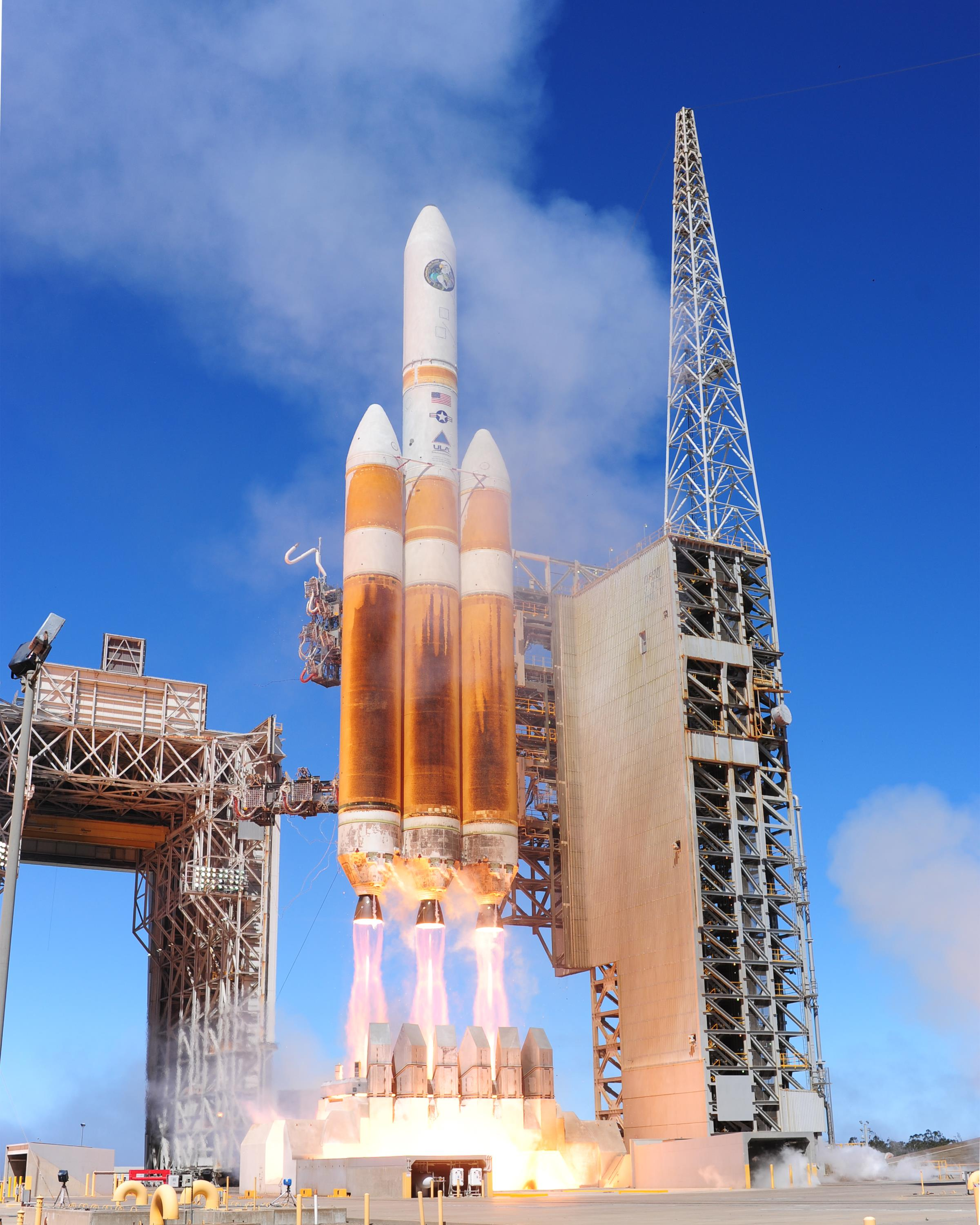
Lancio D-364 del Delta IV Heavy da VAFB